# Cao nguyên Ethiopia
Cao nguyên Ethiopia (chữ Anh: Ethiopian Highlands), hoặc gọi là cao nguyên Abyssinia, nằm ở trong lãnh thổ Ethiopia, Đông Phi, là một cao nguyên dạng sóng có chiều cao trung bình 2.500 - 3.000 mét so với mặt nước biển, được đá ba-dan bao phủ rộng lớn trên địa tầng cổ xưa. Trên cao nguyên có một đỉnh núi lửa đứng sừng sững, cao hơn 4.000 mét so với mặt nước biển, nhìn vô cùng hùng vĩ, tráng lệ, là nơi có địa thế cao nhất ở châu Phi, được mệnh danh là "Nóc nhà châu Phi". Cao nguyên Ethiopia có diện tích hơn 800.000 kilômét vuông, chênh lệch độ cao so với mặt nước biển ở khu vực này là rất lớn (từ 420 mét đến 4.260 mét), phía tây chủ yếu là vùng tưới tiêu đồng bằng, khu vực khác chủ yếu là đồi núi, hằng năm đóng góp gần 57% lượng chảy ròng cho sông Nile, mùa mưa đóng góp 80% lưu lượng ròng. Cao nguyên Ethiopia là vùng nông nghiệp trọng yếu ở châu Phi, là nơi bắt nguồn đồ uống cà phê của thế giới. Ngoài ra, còn có các đặc sản như cỏ hoạ mi Ethiopia, cúc ít dầu,...

## Tóm tắt
Cao nguyên Ethiopia nằm trong khoảng 5° đến 18° vĩ bắc, ở vào phía đông bắc châu Phi, phía đông bắc giáp Biển Đỏ và vịnh Aden, phía tây giáp sa mạc Sahara, phía nam giáp cao nguyên Đông Phi, bao gồm phần lớn Ethiopia, Eritrea, Djibouti và một phần khu vực sừng tây bắc của Somalia. Diện tích khoảng 1,05 triệu kilômét vuông. Hệ thống đá móng do đá aplit cổ xưa có từ thời kì Tiền Cambri hợp thành. Do sự nhô lên, đứt gãy và tích tụ dung nham núi lửa diễn ra vào kỉ Đệ Tam cho nên hình thành cao nguyên dung nham cao lớn, có độ cao trên 2.500 mét so với mặt nước biển, là cao nguyên cao nhất của lục địa châu Phi, mệnh danh là "Nóc nhà châu Phi". Phần trung bộ của cao nguyên nhô lên, bốn mặt chung quanh hạ thấp, Thung lũng tách giãn lớn Đông Phi cắt chéo qua trung tâm cao nguyên theo hướng tây nam - đông bắc, thung lũng sâu sườn núi dốc đứng, đem cao nguyên chia cắt làm hai phần lớn đông và tây. Phía tây là chủ thể của cao nguyên, đỉnh Dashen nằm ở phía cực bắc của cao nguyên Amhara, cao 4.550 mét so với mặt nước biển, là đỉnh núi cao nhất trên cao nguyên Ethiopia. Hồ Tana là hồ lớn nhất trên cao nguyên, sông Abay chảy ra khỏi hồ là nguồn cấp nước chủ yếu trong hệ thống sông ngòi sông Nile. Phần phía đông là cao nguyên Somalia, địa thế thấp dần về đông nam, ven sườn đứt gãy hình thành vùng đất cao ba-dan theo hướng đông bắc và tây nam, trong đó một vài đỉnh núi của dãy núi Bale (en), có chiều cao trung bình trên 3.900 mét so với mặt nước biển. Nghiêng thoai thoải vào cao nguyên thấp Ogaden theo hướng đông nam, cao dưới 500 mét so với mặt nước biển. Sông Shebelle và sông Jubba (en) chảy qua Somalia rồi đổ vào Ấn Độ Dương. Thung lũng tách giãn lớn là vũng đất trũng dạng máng vừa sâu vừa lún, đoạn phía nam dài 550 kilômét, rộng 40 - 60 kilômét, thung lũng sâu 580 - 1.000 mét, đáy thung lũng phân bố một loạt hồ nhưng không có cửa thoát nước; đoạn phía bắc dần dần mở rộng về phía bắc thành hai vùng đất trũng: Afar (en) và Danakil (en), mặt đất hạ thấp đến dưới mặt nước biển. Khí hậu, thảm thực vật và thổ nhưỡng đều biểu hiện đặc điểm của tính phân đới thẳng đứng. Mùa khô và mùa mưa phân biệt rõ ràng, tháng 10 đến tháng 1 năm sau là mùa khô, tháng 2 đến 5 là mùa mưa nhỏ, tháng 6 đến 9 là mùa mưa lớn. Lượng giáng thuỷ hằng năm từ 1.500 milimét ở phía tây cao nguyên giảm dần đến dưới 200 milimét về phía đông. Loại hình khí hậu phân bố theo chiều dọc là đới khí hậu sa mạc nhiệt đới — đới khí hậu thảo nguyên nhiệt đới — đới khí hậu đồi núi ôn đới — đới khí hậu núi cao hàn đới. Thảm thực vật theo thứ tự là thảo nguyên khô hạn sa mạc — thảo nguyên nhiệt đới — rừng rậm — thảo điện núi cao — hoang nguyên. Là một trong những nơi phát nguyên loài người cổ đại sớm nhất. Lưu vực sông Omo và lưu vực sông Awash nằm trong đới Thung lũng tách giãn lớn nhà khảo cổ đã phát hiện số lượng lớn di chỉ loài người cổ đại, có lịch sử khai hoang lâu dài. Khu vực cao nguyên cao từ 1.700 đến 3.500 mét so với mặt nước biển thích nghi canh tác nhiều loại cây trồng và chăn nuôi dê cừu, là khu vực có ngành nông nghiệp và chăn nuôi phát triển ở lục địa châu Phi. Khu vực Kaffa ở phía tây nam là nơi bắt nguồn đồ uống cà phê nổi tiếng trên thế giới.

## Lịch sử

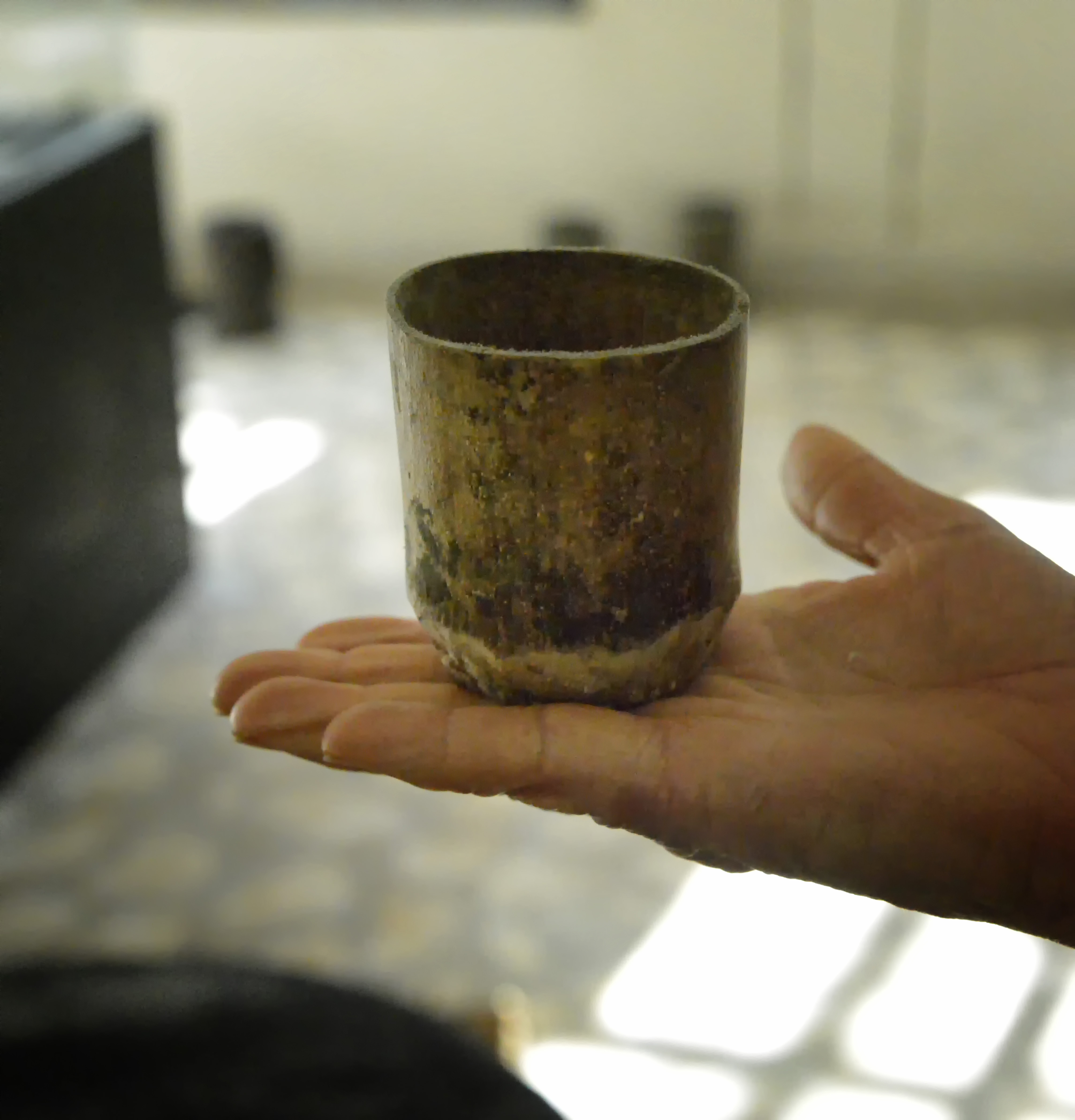
Một tách cà phê từ thời đại của Vương quốc Kaffa

Ở phía nam của Cao nguyên Ethiopia từng là Vương quốc Kaffa, một quốc gia hiện đại thời trung cổ, từ đó cây cà phê đã được xuất khẩu sang Bán đảo Ả Rập. Vùng đất của vương quốc cũ là miền núi với những dải rừng trải dài. Vùng đất rất màu mỡ, có khả năng ba vụ thu hoạch một năm. Thuật ngữ "cà phê" bắt nguồn từ tiếng Ả Rập qahwah (قهوة قهوة)  và được truy tìm đến Kaffa.